# Csedzsu Világbajnoki Stadion
A Csedzsu Világbajnoki Stadion egy labdarúgó sportlétesítmény Csedzsu-szigeten, Szogüphoban, Dél-Koreában. Eredetileg a 2002-es labdarúgó-világbajnokságra épült, két csoportmérkőzést és egy nyolcaddöntőt rendeztek itt. 1999 és 2001 között épült és 2001. december 9-én nyitották meg. A létesítmény 2006 óta a Csedzsu United otthonául szolgál.

## Események

### 2002-es labdarúgó-világbajnokság
| Dátum            | Pályaválasztó | Eredmény | Vendég   | Forduló      |
| ---------------- | ------------- | -------- | -------- | ------------ |
| 2002. június 8.  | Brazília      | 4 – 0    | Kína     | C csoport    |
| 2002. június 12. | Szlovénia     | 1 – 3    | Paraguay | B csoport    |
| 2002. június 15. | Németország   | 1 – 0    | Paraguay | Nyolcaddöntő |

## Galéria

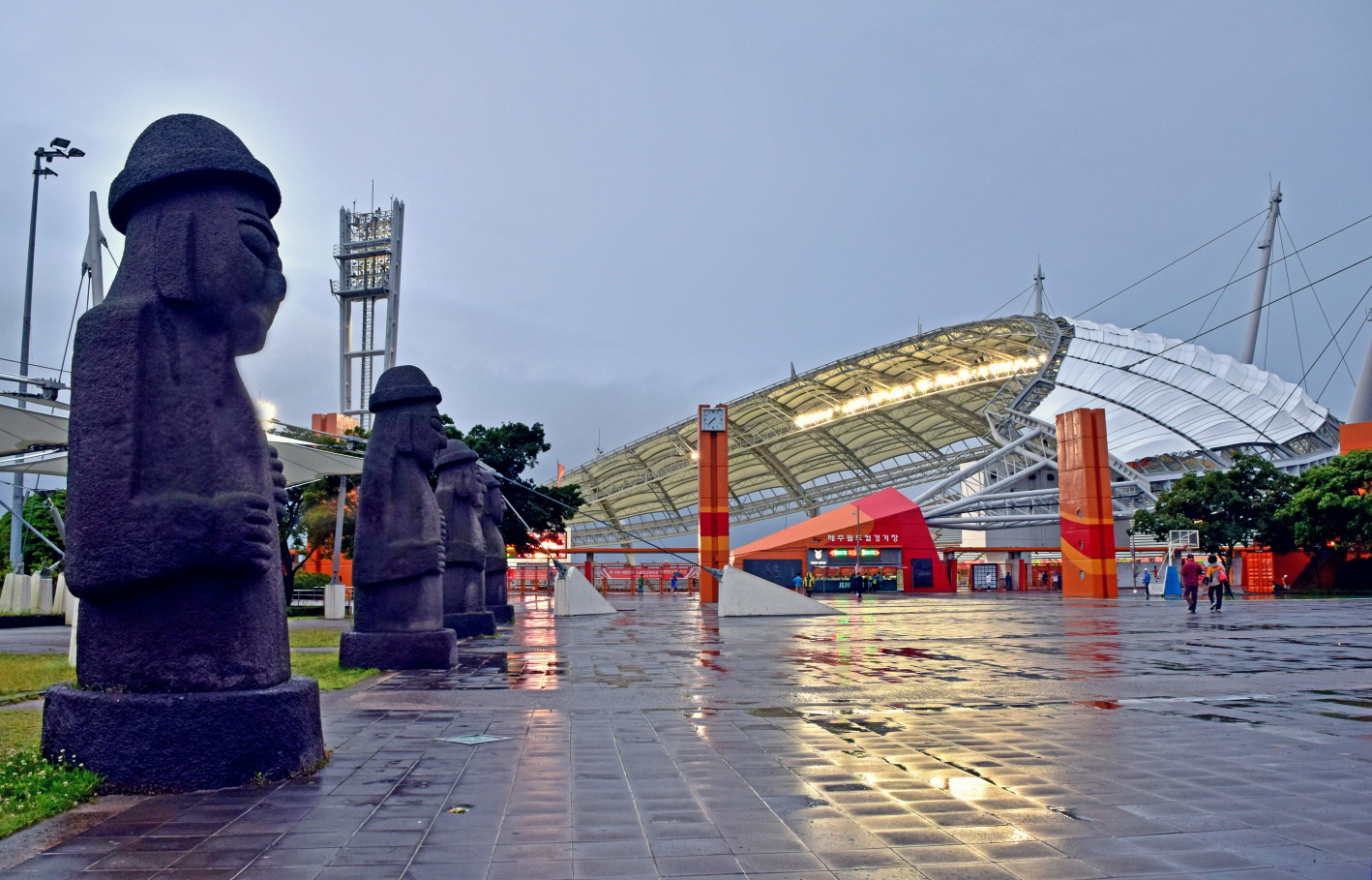
A stadion előtti tér